# Kriegerdenkmal (Windsbach)

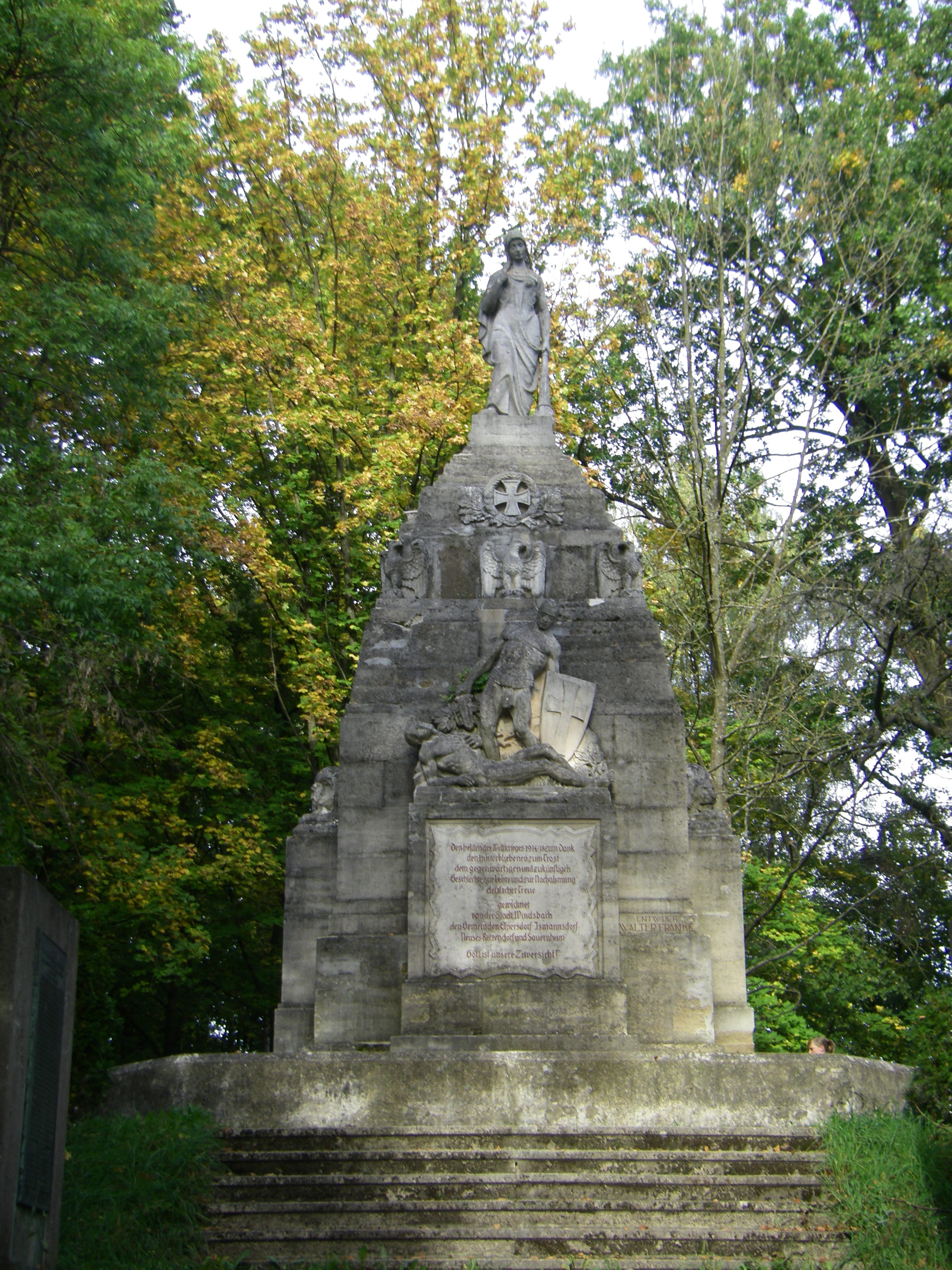
Kriegerdenkmal in Windsbach

Das Kriegerdenkmal in Windsbach, einer Stadt im mittelfränkischen Landkreis Ansbach (Bayern), erinnert an die Gefallenen des Ersten Weltkriegs. Das Kriegerdenkmal nördlich der Stadt ist ein geschütztes Baudenkmal.
Das Kriegerdenkmal auf den Hügelterrassen wurde 1922 nach einem Entwurf von Walter Franke errichtet. Das Denkmal mit Reliefs und figurenbekrönten Risaliten ist mit folgender Inschrift versehen: „Den Helden des Weltkrieges 1914/18 zum Dank / den Hinterbliebenen zum Trost / dem gegenwärtigen und zukünftigen / Geschlechte zur Lehre und zur Nachahmung / deutscher Treue / gewidmet / von der Stadt Windsbach / den Gemeinden Elpersdorf Ismannsdorf / Neuses Retzdendorf und Sauernheim / Gott ist unsere Zuversicht!“